# Narman
Narman, anticamente chiamata Mamervan e İd, è una località ed un distretto della provincia di Erzurum della Regione dell'Anatolia Orientale in Turchia. Il numero totale di abitanti del distretto è 18.231 (2008).